# HIP 14810
HIP 14810 är en ensam stjärna belägen i den mellersta delen av stjärnbilden Väduren cirka 1,3° norr om Delta Arietis. Den har en skenbar magnitud av ca 8,59 och kräver ett mindre teleskop för att kunna observeras. Baserat på parallax enligt Gaia Data Release 2 på ca 19,78 mas beräknas den befinna sig på ett avstånd av ca 165ljusår (ca 50,6 parsec) från solen. Den rör sig närmare solen med en heliocentrisk radialhastighet av ca -5 km/s.

## Egenskaper
HIP 14810 är en gul till vit stjärna i huvudserien av  spektralklass G6 V, som har en relativt låg aktivitetsnivå och en låg projicerad rotationshastighet på 0,5 km/s, vilket anger att den är en gammal stjärna med en ålder på cirka åtta miljarder år. Den har en massa av ca 1 solmassa, en radie av ca 1,1 solradie och utsänder energi från dess fotosfär motsvarande solens vid en effektiv temperatur av ca 5 500

## Planetsystem
Kring stjärnan cirkulerar tre bekräftade exoplaneter. Upptäcktsdokumentet för HIP 14810 b och HIP 14810 c publicerades 2007, medan det för HIP 14810 d publicerades 2009, tillsammans med en revidering av omloppsparametrarna för planet c. Simuleringar tyder på att dessa planeters banor inte tillåter en stabil omloppsbana för en hypotetisk superjord i den beboeliga zonen.
| Planet | Massa           | Halv storaxel (AE) | Siderisk omloppstid (d) | Excentricitet     | Inklination | Radie |
| ------ | --------------- | ------------------ | ----------------------- | ----------------- | ----------- | ----- |
| b      | ≥3,9 ± 0,49 MJ  | 0,0696 ± 0,02044   | 6,673892 ± 0,000008     | 0,14399 ± 0,00087 | -           | -     |
| c      | ≥1,31 ± 0,18 MJ | 0,549 ± 0,034      | 147,747 ± 0,029         | 0,1566 ± 0,0099   | -           | -     |
| d      | ≥0,59 ± 0,1 MJ  | 1,94 ± 0,13        | 981,8 ± 6,9             | 0,185 ± 0,035     | -           | -     |